# تایگا جزیره ساخالین
منطقه اکولوژیکی تایگای جزیره ساخالین (شناسه ووف: پی آ ۰۶۰۷) بخش عمده‌ای از جزیره ساخالین، بزرگ‌ترین جزیره روسیه، را که توسط دریای اوخوتسک و دریای ژاپن از سرزمین اصلی جدا شده است، پوشش می‌دهد. این منطقه دارای چشم‌اندازی از تایگای مخروطی و جنگل‌های پهن‌برگ مختلط است که در ارتفاعات پایین‌تر جنگل‌های کاج اروپایی مختلط و در ارتفاعات بالاتر درختچه‌هایی وجود دارد. پوشش گیاهی تحت تأثیر آب و هوای دریایی است که نسبتاً گرمتر از تایگای قاره‌ای سردتر در سیبری در غرب است. جزیره‌ای دراز و باریک، ۱۰۰۰ کیلومتر تا ۲۰۰ ساخالین، که در فاصلهٔ ۱۰۰ کیلومتری از سطح دریا واقع شده است، در زمستان توسط پل‌های یخی به سرزمین اصلی متصل می‌شود، بنابراین گونه‌های گیاهی و جانوری مشترکی دارد. این جزیره در قلمرو پالئارکتیک و عمدتاً در زیست‌بوم تایگا با آب و هوای قاره‌ای مرطوب و آب و هوای تابستانی خنک قرار دارد. این جزیره ۴۰۳٬۵۰۴ کیلومتر مربع (۱۵۵٬۷۹۴ مایل مربع) پوشش می‌دهد. .

## مکان و توضیحات
تایگای جزیره ساخالین تقریباً تمام جزیره ساخالین را پوشانده است، به استثنای منتهی‌الیه جنوب غربی، جایی که شرایط گرمتر از پوشش جنگلی پهن برگ پشتیبانی می‌کند. این جزیره در شمال مسطح است، در حالی که بخش جنوبی جزیره، که در مجموع ۷۰٪ از منطقه را تشکیل می‌دهد، کوهستانی است. کوه‌ها به دو رشته کوه تقسیم می‌شوند: کوه‌های ساخالین شرقی و کوه‌های ساخالین غربی.
مناطق ارتفاعی نقش مهمی در انواع پوشش جنگلی دارند. این جزیره در شمال هوکایدو، جزیره اصلی شمالی ژاپن، امتداد دارد و با ۴۲ کیلومتر از هم جدا شده است. کیلومتر. سرزمین اصلی در غرب توسط دریای اوخوتسک در شمال، دریای ژاپن در جنوب و تنگه تاتار در باریک‌ترین نقطه (۸) از هم جدا شده است. کیلومتر). در شرق، اقیانوس آرام و در شمال، دریای اوخوتسک قرار دارد. کوه‌ها ارتفاع متوسطی دارند و به‌طور میانگین ۵۰۰ تا ۸۰۰ متر از سطح دریا ارتفاع دارند.

## آب و هوا
آب و هوای این منطقه ، آب و هوای نیمه قطبی است و فصل خشک ندارد (طبقه‌بندی اقلیمی کوپن، آب و هوای نیمه قطبی (دی اف سی). این آب و هوا با تابستان‌های معتدل (فقط ۱ تا ۳ ماه بالاتر از ۱۰ درجه سلسیوس (۵۰٫۰ درجه فارنهایت) مشخص می‌شود. و زمستان‌های سرد و برفی (سردترین ماه زیر −۳ درجه سلسیوس (۲۶٫۶ درجه فارنهایت)). جریان گرم تسوشیما از سمت جنوب غربی جزیره به سمت بالا جریان دارد، در حالی که جریان سرد دریای اوخوتسک بخش شمالی جزیره را سرد می‌کند.

نفوذ سرد دریای اوخوتسک، که بیشتر سال پوشیده از یخ است، بخش زیادی از بوم‌شناسی تایگا جزیره را، حتی در عرض‌های جغرافیایی نسبتاً جنوبی، هدایت می‌کند. این جزیره از ۴۶ درجه شمالی تا ۵۴ درجه امتداد دارد. برخورد جریان‌های دریایی گرم و سرد در یک منطقه مرطوب، طوفان‌ها و مه‌های مکرری را ایجاد می‌کند.
این جزیره مرطوب است و ویژگی‌های موسمی دارد. بیشترین میزان بارندگی در تابستان است. میزان بارندگی از ۶۰۰ تا ۱۲۰۰ درجه سانتیگراد متغیر است. میلی‌متر در سال، بسته به موقعیت مکانی، ارتفاع و غیره. منطقه حفاظت‌شده طبیعی پورونایسکی در جنوب شرقی جزیره سالانه بیش از ۱۰۰ رگبار باران می‌بیند، میانگین بارندگی ۶۰۰ میلی‌متر در سال، با مه مکرر در تابستان.

## گیاهان و جانوران
به‌طور کلی، پوشش جنگلی ساخالین از تایگای روشن (عمدتاً گونه‌های سیاه‌کاج (کاج اروپایی) در شمال، تا گونه‌های تیره کاج نوئل (صنوبر) در مرکز، و تایگای تیره نراد (سرده) (صنوبر) که در جنوب غالب هستند، درجه‌بندی می‌شود. در ساحل، مراتع و در ارتفاعات بالا، جنبه‌هایی از توندرا وجود دارد. در شمال، کاج کوریل در خاک مرطوب و باتلاقی یافت می‌شود. در وسط و جنوب، صنوبر یدو و صنوبر ساخالین بر دامنه‌های کوه تسلط دارند. گونه‌های بومی کمی وجود دارد زیرا این جزیره اخیراً از سرزمین اصلی جدا شده است.

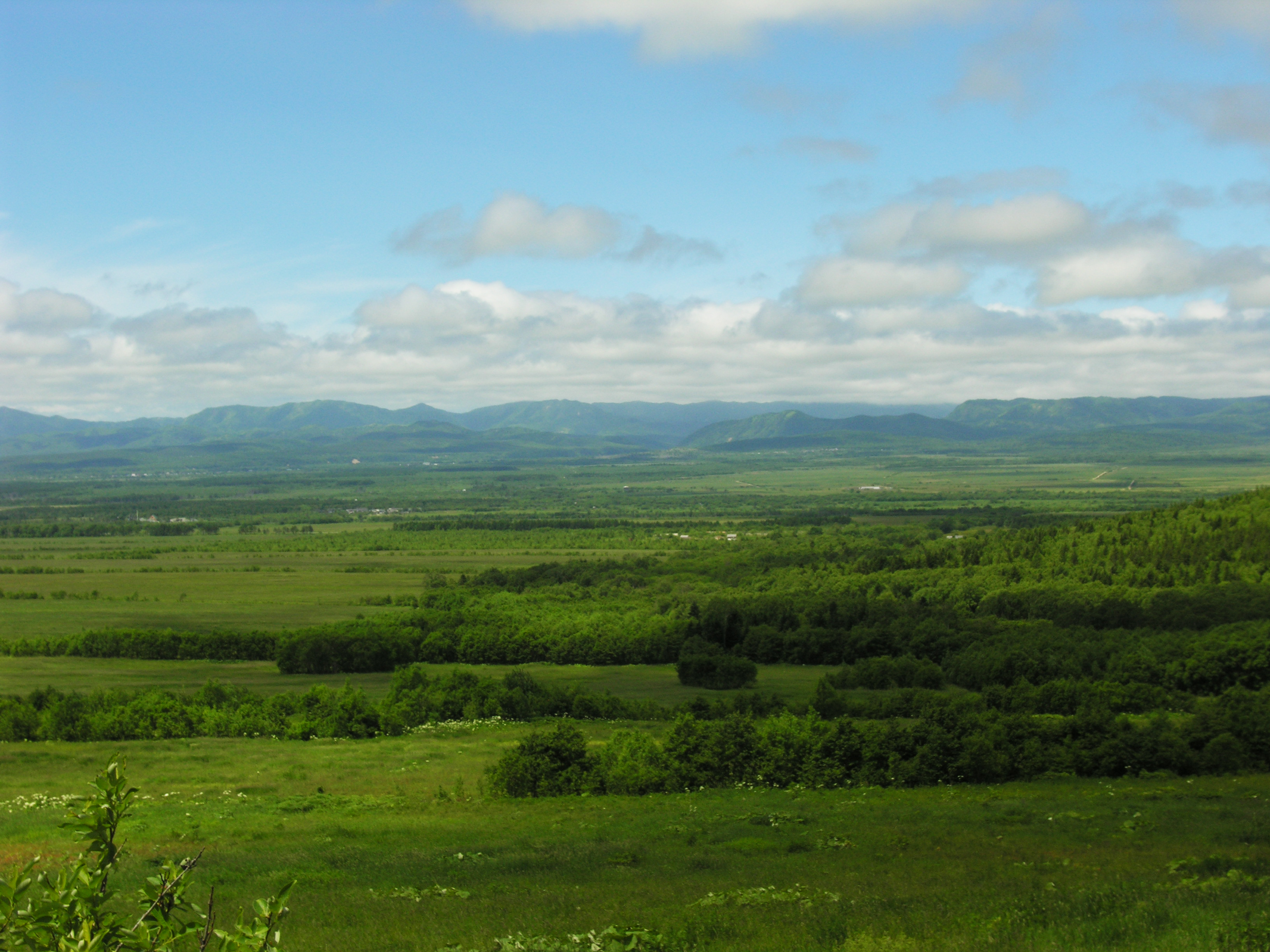
نمایی از جزیره ساخالین در نزدیکی یوژنو-ساهالینسک

این رودخانه‌ها محل‌های تخم‌ریزی مهمی برای ماهیان مهاجر، از جمله کپورماهی‌سانان)، گاوماهیان، کوتیده و آزادماهیان (قزل‌آلا و غیره) هستند. رودخانه‌های آب شیرین جزیره ساخالین در منطقه اکولوژیکی آب شیرین «ساخالین، هوکایدو و ساحل سیخوت - آلین» قرار دارند. رودخانه‌ها و نهرهای این منطقه اکولوژیکی با سه سطح سیلاب مشخص می‌شوند: ذوب برف از مناطق پست در بهار، ذوب برف از کوه‌ها در اوایل تابستان و سیلاب‌های ناشی از باران‌های موسمی در اواخر تابستان.

## تهدیدها
این منطقه در گذشته از شیوه‌های نادرست قطع درختان رنج می‌برد. امروزه، قطع درختان تجاری یک صنعت مهم در یک سوم میانی منطقه اکولوژیکی است که فرسایش خاک و تخریب زیستگاه را تهدید می‌کند. میدان‌ها تولید گاز در مناطق شمالی در حال توسعه هستند.

## حفاظت
در جنوب شرقی جزیره یک منطقه حفاظت‌شده فدرال و تعدادی منطقه حفاظت‌شده طبیعی ("زاکازنیک‌ها") وجود دارد.
- ذخیره‌گاه طبیعی پورونایسکی. یک ذخیره‌گاه طبیعی درجه ۱a اتحادیه بین‌المللی حفاظت از طبیعت ("زاپوودنیک"). مساحت: ۵۶۷ کیلومتر مربع.

## مناطق شهری و سکونتگاه‌ها
تنها شهر در این منطقهٔ اکولوژیکی ، یوژنو-ساخالینسک، در انتهای جنوبی جزیره است. در غیر این صورت، این منطقه جمعیت کمی دارد.